# Possession - L'appartamento del diavolo
Possession - L'appartamento del diavolo (Malasaña 32) è un film horror del 2020 diretto da Albert Pintó.
Secondo i rilanci promozionali il film, di produzione spagnolo e portoghese, sarebbe tratto da una storia vera, ma l'affermazione, già di per sé inverosimile, non ha alcun riscontro concreto.

## Trama
Nel 1976, nel periodo della transizione spagnola, Manolo e Candela Olmedo si trasferiscono assieme ai loro tre figli, il maggiore Pepe, balbuziente, la 17enne Amparo e il piccolo Rafael, di 5 anni, e al nonno, dalla campagna di periferia in un appartamento nel centro di Madrid, nel rinomato quartiere Malasaña, al civico 32 di Calle de Manuela Malasaña. L'appartamento, anche se vecchio stile, è grande ed economico, e sia Manolo che Candela riescono a trovare subito lavoro nella nuova città: lei in un negozio di abbigliamento, e lui in una fabbrica di automobili; i tre figli invece restano a casa a sistemare la propria roba.
Però, fin dalla prima sera lì, le porte iniziano a chiudersi bruscamente da sole, gli oggetti si spostano o spariscono, una misteriosa biglia gira sul parquet e la TV si accende da sé: in particolare quest'ultima, una mattina, mentre Rafael è da solo a casa (poiché Amparo è scesa un attimo per inseguire il nonno, affetto da demenza, e riportarlo dentro), si accende e imposta da sola su un canale per bambini. Il bambino è attirato dalla musichetta del cartone animato in onda, e si mette a guardare la TV; all'improvviso però il canale cambia da solo, e appare una specie di marionetta, dalle forme di una vecchietta, che parla direttamente a Rafael, chiedendogli di giocare con lei. Lui è spaventato, poi nota la sua trottola iniziare a roteare da sola sul pavimento, ed infine viene brutalmente afferrato da una rugosa mano, proveniente dalla TV, e scompare.
Quando Amparo ritorna dopo aver ripreso il nonno (il quale continuava a mormorare con terrore "Lei è qui, non siamo soli…"), non trova più il fratellino e, disperata, chiama i genitori e la polizia, la quale, dopo aver raccolto informazioni sul fatto, fa poche ricerche in giro per il quartiere e poi non si fa più viva. Intanto la ragazza inizia ad avere una continua nausea, finché un giorno non nota l'impronta di una strana mano sul suo grembo.
Intanto Pepe, che non riesce a trovare lavoro poiché discriminato per la sua balbuzie, il primo giorno nella casa nota un bigliettino, appeso allo stendino su cui si affaccia la sua finestra, con su scritto "Sono Clara": lui allora scrive a sua volta "Sono Pepe" e rimanda il bigliettino alla finestra di fronte, collegata alla sua con lo stendino. Intravede anche una ragazza dall'altra finestra, che però si nasconde immediatamente e gli invia un terzo biglietto, con su scritto "Vi stavo aspettando".
Una sera poi Pepe riceve un nuovo biglietto da parte di Clara e, vedendo come questa continui a non farsi vedere, scende nel seminterrato da cui provengono dei rumori: qui, nel buio, non trova niente, finché a un certo punto delle braccia da dietro gli prendono le spalle e quasi lo abbracciano. Lui fugge via terrorizzato.
Invece Amparo un giorno sente delle urla di bambino quando alza la cornetta per rispondere al telefono: capendo che Rafael è rinchiuso da qualche parte, con una mano infrange il vetro del pendolo, e ritrovandoci finalmente il fratellino nella cavità. Il bambino all'inizio non riesce a parlare per via dello shock, ma, quando finalmente anche i genitori Manolo e Candela si accorgono della terribile presenza che infesta la casa, una vecchia dai lunghi capelli bianchi, storpia e con una vestaglia bianca da fantasma, la famiglia decide di lasciare la casa per alloggiare temporaneamente in un economico albergo.
Candela in seguito decide di recarsi a casa di una cliente, Lola, ragazza affetta da sclerosi multipla e costretta in sedia a rotelle, e dell'anziana madre, che sostiene che la figlia possa vedere presenze che loro non notano, per chiedere loro di "esorcizzare" il loro appartamento.
Anche Amparo decide di rivolgersi a un'identità che potrebbe avere a che fare con la presenza nella casa, e di cui ha saputo trovando per caso un biglietto con su scritto "Susana 10123": la signora Susana, che finalmente le racconta la verità sulla storia della presenza. Susana era la sorella di un certo Miguel, transessuale, che quindi cambiò il suo nome in Clara, che, poiché malvista da tutti e perfino dalla sua stessa famiglia, trascorse tutta la sua vita costretta a nascondersi e a vivere da sola nell'appartamento dove, 4 anni dopo la sua morte, si è trasferita la famiglia Olmedo. La donna spiega che Clara desiderava tanto diventare madre, e perciò adesso perseguita la famiglia Olmedo prendendo Rafael, che però, alla fine, ha lasciato andare perché venuta a sapere di un nuovo bambino in arrivo… di cui è incinta Amparo, senza che nemmeno lei lo sapesse.
Quella stessa notte, Lola e sua madre giungono nell'appartamento degli Olmedo, assieme a loro; qui la ragazza inizia ad agitarsi, si alza dalla sedia a rotelle e prende a fluttuare, iniziando poi a scaraventare Manolo, Candela e Pepe contro le pareti, senza neppure sfiorarli, e scoprendosi posseduta lei stessa dal fantasma di Clara. Quando Lola sta per fare del male anche al piccolo Rafael, arriva sul posto Amparo, tornata da casa di Susana, che dice in lacrime che le dispiace per tutto ciò che Clara abbia dovuto passare pur di essere sé stessa, e le chiede in andarsene.
Però il fantasma di Clara, nel corpo di Lola, urla di volere il bambino di Amparo, così la ragazza è costretta a raccogliere un vetro rotto da terra e ferirsi il grembo, per uccidere il feto e mandarla via: Clara/Lola infatti inizia ad urlare di dolore;  Manolo ne approfitta per afferrarla e spingerla giù dal balcone col tentativo di uccidere l'entità, suicidandosi a sua volta. La famiglia è distrutta, ma finalmente libera.
Dopo l'incubo la vedova Candela, il nonno, Pepe, Rafael e Amparo, rimasta comunque incinta, lasciano definitivamente il Malasaña 32 e, mentre loro in macchina se ne vanno per sempre, nell'appartamento però si intravede ancora qualche stranezza, che dimostra che il fantasma di Clara è ancora lì, che sta solo aspettando nuovi inquilini, nuove vittime.

## Produzione

### Riprese

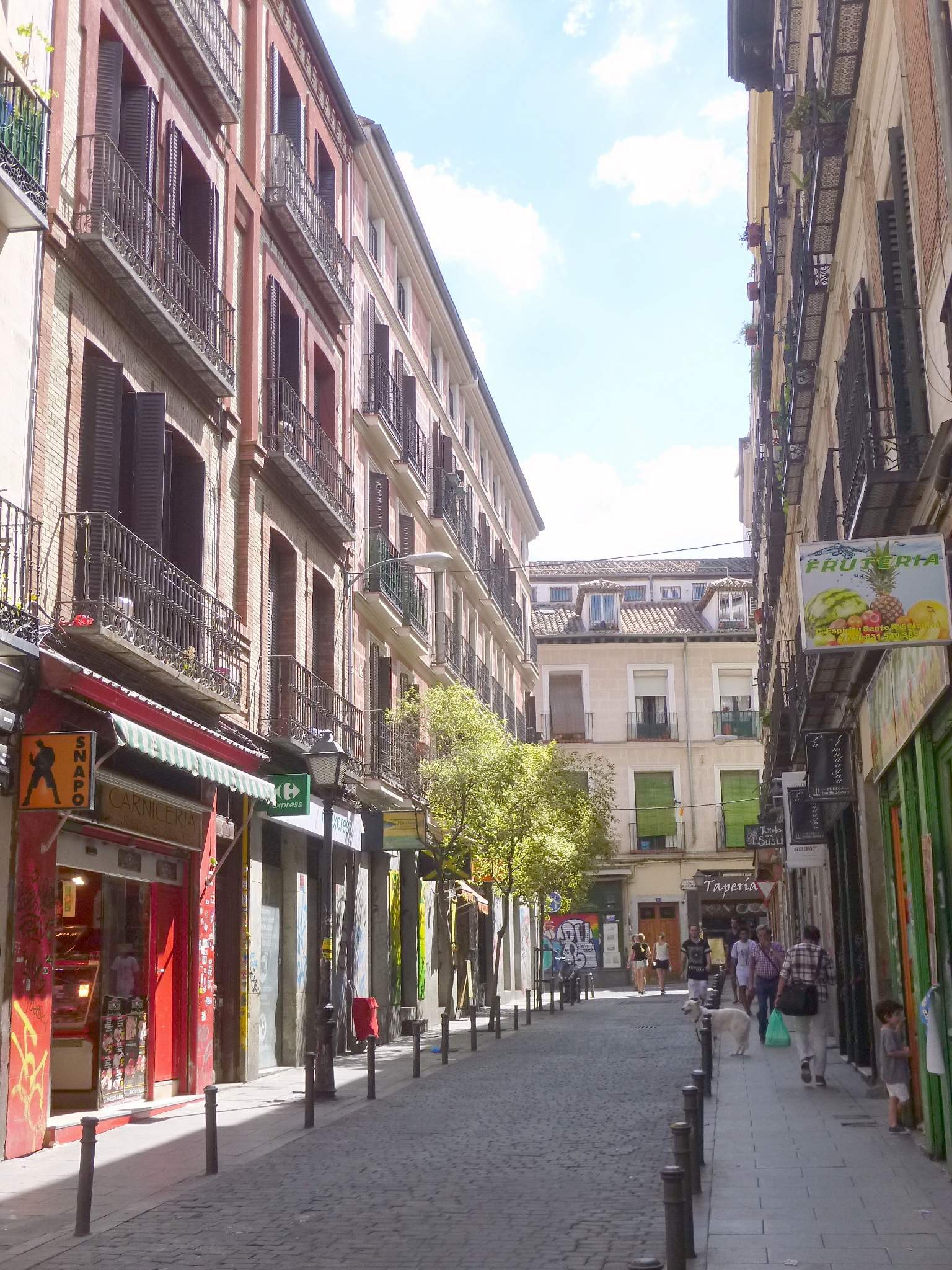
Il quartiere madrileno di Malasaña, principale location e ambientazione del film

Nel luglio 2019 la Warner Bros. ha annunciato l'inizio delle riprese di un film che sarebbe stato ambientato interamente a Madrid nel quartiere Malasaña, pubblicando un'anteprima e le prime fotografie ufficiali.
Alcuni giorni dopo sono iniziate le riprese: un luogo privilegiato per le riprese è stato un edificio in Calle de San Bernardino 3 di Madrid (Via Malasaña 32 non esiste, poiché Calle de Malasaña in realtà finisce al 30), che ha anche ospitato parte delle riprese di Le streghe son tornate e Che Dio ci perdoni.
Le riprese sono già terminate a settembre 2019.

## Distribuzione
Il film è uscito nei cinema in Spagna il 17 gennaio 2020, in Portogallo il 10 settembre 2020, in Germania il 17 giugno 2021, in Australia il 18 giugno 2021 e infine in Italia il 28 luglio 2021.

## Accoglienza

### Incassi
Guadagnando soltanto in Spagna più di 1 milione di euro e altri 500mila nel resto d'Europa, nel resto del mondo il film ha incassato oltre 5 milioni di dollari, per un totale mondiale di circa $ 7 milioni.

### Critica
Pablo Vázquez di Fotogramas ha assegnato al film 3 stelle su 5, considerando il film "un'onesta raccolta di paure", anche se ha perso un po' di umorismo oscuro nel film.
Javier Ocaña di El País ha scritto che "si possono distinguere alcuni tratti distintivi (legati alla scenografia, ai costumi e ad alcuni dettagli sociali che accennano all'epoca in cui è ambientato il film) del film" e ha anche ritenuto che l'ultima mezz'ora fosse "fantastica".
Raquel Hernández Luján di Hobby Consolas ha dato al film 65 punti su 100: ha elogiato il cast, la scenografia e la produzione del suono, ma ha valutato negativamente il finale "ridicolo", l'abuso di jumpscare e la mancanza di logica interna della trama, che alla fine definisce "incomprensibile".